# Nycteola lathamiana
Nycteola lathamiana är en fjärilsart som beskrevs av Nils Samuel Swederus 1787. Nycteola lathamiana ingår i släktet Nycteola och familjen trågspinnare. Inga underarter finns listade i Catalogue of Life.